# Vögte von Straßberg

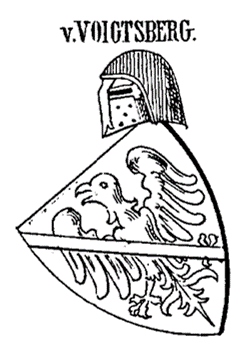
Wappen der Vögte von Voigtsberg in Siebmachers Wappenbuch

Die Vögte von Straßberg (auch: Strassberg, Strazberc, aber auch Voigtsberg oder Landeck) waren ein im Egergebiet ansässiges Adelsgeschlecht, das schon ab dem 12. Jahrhundert vorkommt.

## Vorgeschichte von Straßberg und Voigtsberg als Teil des Dobnagaus
Straßberg und Voigtsberg (Oelsnitz/Vogtl.) liegen im Dobnagau, ein Untergau des Gaus Sarowe. Im Jahr 861 schenkte Tachulf († 873) sein Eigenland, den Gau Sarowe, der Name geht auf Dorf und Flüsschen Syrau zwischen Mehltheuer und Plauen zurück, der Abtei Fulda. Thakulf ist der erste nachweisbare Markgraf der Sorbenmark, Graf von Böhmen (comes de Boemia) und Führer des Heerbannes in der Sorbenmark (dux limitis Sorabici). In einem Brief des Abtes Hatto I. von Fulda (842–856) an Papst Leo IV. wurde er als Herzog der Thüringer betitelt. Seine Schenkung wurde am 16. Dezember 1012 durch Heinrich II. in seiner Eigenschaft als König des Ostfrankenreiches für das Kloster Fulda im Beisein dessen Abtes Erkanbald unter Verbot der Wegnahme, Verkleinerung oder Abnutzung mit königlichem Siegel bestätigt. In der Folge vergab die Abtei Fulda den Dobnagau als Lehen an die Grafen von Everstein, die wiederum den Dobnagau zunächst als Lehen zur gesamten Hand an die Lobdeburger und die Vögte von Plauen vergaben.
Die Kapelle zu Straßberg wurde 1284 durch Otto von Lobdeburg, von Arnshaug genannt, dem Deutschen Ordenshause zu Plauen verliehen. Diese Belehnung wurden von folgenden Arnshaugische Landsassen mitunterzeichnet: Hippold und Trützschler von Straßberg sowie Arnold von Dobeneck, Heinrich von Neuenhoven, Poppo von Lunzen, Heinrich genannt Aßmann, Popo von Lünewazs. 
Am 25. Mai 1278 übertrug Graf Konrad von Everstein mit Zustimmung seiner Verwandten alle Lehen innerhalb der Grenzen des Dobnagaus an Heinrich, Vogt von Plauen. In der Bestätigungsurkunde Landgraf Albrechts von Thüringen vom 1. April 1280 zwecks Lehen der Vögte von Plauen und Gera an den Deutschen Orden wird Burg Straßberg als zerstörte Burg (castrum destructum) bezeichnet (Urk.-Nr. 201). 1298 schenkte Kunigunde, geborene Everstein, Gemahlin Heinrich I. „Ruthene“ (* um 1226; † nach 7. März 1303), Vögtin von Plauen, dem Kloster Cronschwitz all ihre Allodial-Güter in Straßberg. Am 6. Dezember 1328 stellte Hermann Graf von Everstein eine Urkunde aus, in der er sich unter Zustimmung seines Bruders Otto mit Heinrich dem Älteren, Vogt von Plauen, dahingehend vergleicht, dass Heinrich, der bisher die Lehne im Gebiet Dobna von ihnen, den Eversteins, empfing, diese künftig von Johann König von Böhmen empfangen sollte.

## Die Herren von Straßberg
Am 18. März 1194 bestätigte Heinrich VI. der bischöflichen Kirche zu Bamberg das ihr auf dem Hoftag zu Saalfeld durch seine Hand übergebene Allodialgut des Edelfreien Otto von Lobdeburg in Hausen, Schonungen, Ottelmannshausen, Bardorf und Theinfeld. Unter den Teilnehmern des Hoftages zu Saalfeld werden direkt nach Heinrico de Wida die Männer Ecgehardo et Heinrico de Strazberc genannt. Eine Urkunde des Vogtes von Weida und seiner Brüder aus dem Jahr 1209 zur Bestätigung der Schenkungen an das Kloster Mildenfurth nennt Henricus advocatus de Straszberg als Ersten der aufgeführten Zeugen. Eine Urkunde Kaiser Friedrichs vom 11. Februar 1214 nennt Heinricus de advocatus de Strazburc als Letzten in der Zeugenreihe.(Urk.-Nr. 40). Reimbot und Erkenbert, Brüder de Strazberc erscheinen als Zeugen in einer Urkunde Heinrich des Älteren, Vogt von Weida (Urk.-Nr. 64) vom 1. Mai 1236. Vogt Reino zu Strazberc siegelte 1249 eine Urkunde mit dem Adler belegt mit einem Schrägbalken. In einer Urkunde vom 28. Dezember 1279 verpfändeten Heinrich, Vogt von Plauen, und seine Söhne die Hälfte des Forstes in Straßberg, so wie er einst Erkenbert de Straßberg, dem Verwandten (cognati) in freundlicher Erinnerung, gehörte.

## Die Herren von Voigtsberg und Raschau
Am 7. Februar 1248 erscheint Eberhardus de Voitesberk als Zeuge in einer Urkunde von König Wenzeslaus IV. von Böhmen. Er steht in der Zeugenreihe vor den Vögten von Plauen und Gera (Urk.-Nr. 92). Am 29. März 1276 wird Eckenbertus de Voitsperch als Zeuge in der Urkunde zur Bestimmung des Leibgedinges für Kunigunde, Gemahlin Heinrichs Vogt von Plauen, erwähnt. Eberhard von Vogtsberg und seine Brüder Ludwig und Heinrich verliehen am 1. Januar 1302 dem Kloster Cronschwitz 1 1/2 Mark jährlichen Zinses in Ölsnitz zur Ausstattung ihrer den Schleier nehmenden Schwester. Doch sollten zunächst davon der Gertrud von Elsterberg 12 Mark abgezahlt werden (Urk.-Nr. 342). Die Brüder Eberhard, Erkenbert, Ludewic und Heinrich von Voytesberc beendeten am 3. Juli 1303 durch Vermittlung der Äbte von Volkenroda und von Georgenthal, Landkreis Gotha, Thüringen, einen Streit zwischen sich und dem Kloster Waldsassen um Ansprüche auf Güter in Cullm [?] dahingehend, dass sie auf alles Recht und auf Klage gegen das Kloster Waldsassen verzichteten und zur Vergütung des diesem Kloster zugefügten Schadens von den jährlichen Einkünften ihrer Eigengüter einen Teil dem Kloster bezahlen wollten. Für den Fall der Nichtleistung wurde Einlager des Eberhard von Widersberc und Corws, genannt von Mechthildegvne (Mechelgrün, Gemeinde Neuensalz, Vogtlandkreis, Sachsen), in der Stadt Plauen vereinbart. Ritter Eberhard von Voitsperch u. a. urkundeten am 1. November 1311 für das Kloster Waldsassen.
Eine Linie der Herren von Voigtsberg nannte sich ab dem 13. Jahrhundert nach ihrem Stammsitz Raschau.

## Wappen
Blasonierung: Ein Adler belegt von einem Schräglinksbalken.
Das Wappen der Linie Raschau zeigte in Gold einen schwarzen Adler, zunächst noch mit Schräglinksbalken, später dann ohne.